# Fagerliåsen/Poverudbyen
Fagerliåsen/Poverudbyen är en tätort i Liers kommun i Buskerud fylke i sydöstra Norge. Orten ligger där fylkesväg 284 möter fylkesväg 2700, nordväst om tätorten Sylling. Den omfattar bebyggelse i de båda sammanväxta orterna Fagerliåsen och Poverudbyen.